# Oriol Lázaro Llovera
Oriol Lázaro Llovera (Barcelona, 1974) és un polític i empresari català, alcalde de Campdevànol des de 2023 i director general de la Catalunya Exterior des de 2024. Ha dedicat la seva trajectòria professional a la consultoria i a la direcció en el sector turístic.

## Trajectòria
És diplomat en Disseny Industrial i postgrau en Administració i Direcció d’Empreses.
Entre el 2005 i el 2011, va ser assistent de direcció del grup d’empreses del sector de la construcció Puigfel, S.A. El 2011, va fundar una empresa d’apartaments turístics a Barcelona, Barcelona Home, SCP, de la qual va ser gerent fins al 2013.
Entre 2013 i 2014 fou cap de gabinet de la Vicepresidència de la Generalitat i entre 2014 i 2019 fou cap de gabinet de l’eurodiputat Francesc Gambús i Millet. En aquesta posició va coordinar l’oficina europarlamentària, va promoure el coneixement de l’activitat parlamentària europea i va exercir la funció de relacions institucionals i de coordinació de reunions d’actors regionals amb responsables de la Comissió i el Parlament Europeu.
El 2019 va començar a treballar com assessor i consultor sobre ciberseguretat, sostenibilitat, comunicació, fons europeus i mediació política en diferents àmbits administratius, des del local fins a l’europeu. Paral·lelament, entre el 2021 i el 2022, va exercir de tècnic especialista en governança per la sostenibilitat al Centre Tecnològic BETA-UVic.
A les eleccions municipals de 2023 es va esdevenir alcalde de Campdevànol. El seu partit, Sumem per Campdevànol, una llista associada a Junts per Catalunya, va pactar amb 100% Campdevànol (PSC) i la CUP i van assolir a majoria absoluta necessària per governar.
El setembre de 2024 fou nomenat director general de la Catalunya Exterior. Posteriorment va renunciar al sou d'Alcalde.